# آلکس آغاسی
آلکس آغاسی (ارمنی: [] Error: {{Lang}}: فاقد متن (راهنما); انگلیسی: Alex Agase; زاده ۲۷ مارس ۱۹۲۲ – درگذشته ۳ مهٔ ۲۰۰۷) بازیکن فوتبال آمریکایی آشوری‌تبار-ارمنی‌تبار اهل ایالات متحده آمریکا بود.

## باشگاهی
از باشگاه‌هایی که وی در آن بازی کرده‌است می‌توان به کلیولند براونز اشاره کرد.

## جوایز
وی برندهٔ جوایزی همچون پرپل هارت شده‌است.